# Kineski rezanci
Rezanci su osnovni sastojak kineske kuhinje. Kineski rezanci se veoma razlikuju u zavisnosti od regiona proizvodnje, sastojaka, oblika i načina pripreme. Oni su važan deo većine regionalnih kuhinja u Kini i drugim zemljama sa velikim brojem kineskog stanovništva u inostranstvu.
Rezanci u kineskom stilu takođe su ušli u kuhinje susednih istočnoazijskih zemalja poput Koreje (jajangmieon) i Japana (ramen), kao i zemalja jugoistočne Azije kao što su Vijetnam, Kambodža (kui teav), Tajland i Filipini.

## Istorija
Najraniji pisani zapisi o rezancima datiraju iz knjige iz perioda Istočnog Hana (25–220. N. E.). Rezanci, često napravljeni od pšeničnog testa, postali su istaknuta glavna namirnica tokom dinastije Han. U zapadnoj dinastiji Han, zbog potražnje za ljudstvom koje bi pristupilo vojsci, bilo je neophodno da vlada primeni tehnologije za preradu hrane koje će učiniti skladištenje hrane lakšim i pristupačnijim. Tokom ovog vremena pojavio se „Laomian“, napravljen od brašna heljde, prosa i graška bogate skrobom sa nižim sadržajem vode, što olakšava skladištenje i transport.
Tokom dinastije Sung (960–1279) radnje sa rezancima bile su veoma popularne u gradovima i ostale su otvorene cele noći. Tokom ranijih dinastičkih perioda kineski pšenični rezanci bili su poznati kao „kolač od supe“ (kineski: tāng bǐng; pinjin: tang bing), kao što je objasnio učenjak dinastije Song Huang Chao Iing (huáng cháo yīng) u svom delu spominje „Divna mešovita diskusija o raznim naučnim temama “ da se u stara vremena hrana poput testenine zajednički naziva„ bing “i da se razlikuje kroz načine kuvanja.

## Proizvodnja
Kineski rezanci se uglavnom prave od pšeničnog brašna, pirinčanog brašna ili skroba od mung pasulja, s tim što se pšenični rezanci češće proizvode i konzumiraju u severnoj Kini, a pirinčani rezanci tipičniji su za južnu Kinu. Jaja, lug i žitarice takođe se mogu dodati rezancima napravljenim od pšeničnog brašna kako bi rezanci dobili drugačiju boju ili ukus. Jaja, belančevine ili tapioke ponekad se dodaju smeši brašna u malim količinama kako bi se promenila tekstura i nežnost niti rezanca. Iako je nezakonita, praksa dodavanja hemijskog unakrsnog veznika boraksa za beljenje jufki i poboljšanje njihove teksture takođe je prilično česta u istočnoj Aziji. Generalno, metoda kuvanja kineskih rezanaca uključuje pravljenje testa od brašna, soli i vode; ručno mešanje testa da bi se oblikovali trakasti oblici; savijanje traki za probu; povlačenje traka; ispuštanje traka u lonac sa ključalom vodom; i uklanjanje jufki po završetku kuvanja. Rezanci kineskog tipa uglavnom se prave od tvrdog pšeničnog brašna, koje karakterišu jarko kremasto bele ili svetlo žute boje i čvrste teksture.
Pre nego što je automatska mašina za rezance izumljena pedesetih godina prošlog veka, obrada kineskih rezanaca vršila se u četiri koraka, uključujući:
- Sveže - Rezanci se često potroše u roku od 24 sata od proizvodnje zbog brzog obojenja. Njihov rok trajanja može se produžiti na 3-5 dana ako se čuvaju u frižideru;
- Sušeno - Sveži rezanci suše se na sunčevoj svetlosti ili u kontrolisanoj komori;
- Kuvani - Sveži rezanci rezanci su ili kuvani ili potpuno kuvani. Nakon barenja, kineski rezanci se ispiru hladnom vodom, isušuju i prekrivaju sa 1-2% biljnog ulja kako bi se sprečilo lepljenje;
- Na pari - Sveže alkalne niti sa rezancima upare se na pari i omekšaju vodom ispiranjem.[4]

Testo za rezance napravljeno od pšeničnog brašna pravi se od pšeničnog brašna, soli i vode, uz dodavanje jaja ili luga, u zavisnosti od željene teksture i ukusa. Rezanci na bazi pirinča ili drugih skroba obično se prave samo od skrobnog ili pirinčanog brašna i vode. Nakon formiranja savitljive mase za testo, za proizvodnju testenina može se primeniti jedan od pet vrsta mehaničke obrade:
| srpski    | kineski | pinjinski | Proces |
| --------- | ------- | --------- | --- |
| Rezani    | 切      | qiē       | Testo se razvalja u ravnu ploču, preklopi, a zatim iseče na rezance željene širine                                                                     |
| Istisnuti | 挤压    | jǐ yā     | Testo se stavlja u mehaničku presu sa rupama kroz koje se testo prisiljava da formira pramenove jufke                                                  |
| Oljušteni | 削      | xiāo      | Čvrsto testo se meša i oblikuje u dugački hleb. Trake testa se zatim brzo iseku ili oljušte sa vekne direktno u kipuću vodu                            |
| Vučeni    | 拉      | lā        | Testo je valjano u dugački cilindar, koji se zatim više puta razvlači i savija da bi se dobio jedan tanki rezanac                                      |
| Mešeni    | 揉      | róu       | Kuglica testa lagano se valja na ravnoj površini ili mesi rukama dok se ne formira u željeni oblik                                                     |
| Udarani   | 柭      | bó        | Priprema se mekano testo, stavlja se u posudu, povlače se trake testa i bacaju direktno u kipuću vodu pomoću fleksibilnog bambusovog štapa ili štapića |

Iako se rezani i ekstrudirani rezanci mogu sušiti kako bi se stvorio proizvod koji je stabilan na policama i koji bi se mogao jesti mesecima nakon proizvodnje, većina oljuštenih, povučenih i gnječenih jufki konzumira se ubrzo nakon što se proizvedu.
- Oljuštene tanke trake testa sa vekne direktno u posudu sa ključalom vodom daoxiaomian (刀削面)
- Povlačenje pšeničnog testa u jedan tanki pramen da se formira lamian
- Proizvođač rezanaca istiskuje rezance direktno u lonac sa ključalom vodom.

## Kuvanje
Rezanci se mogu kuvati u svežem (vlažnom) ili suvom obliku. Obično su kuvani, mada se mogu i pržiti u ulju dok ne postanu hrskavi. Kuvani rezanci se tada mogu pržiti na mešavini, servirati sa sosom ili nekim drugim dodatkom ili poslužiti u supi, često uz meso i druge sastojke. Određene rezance od pirinča prave se direktno od parenja sirove kaše od pirinča i konzumiraju se samo sveže.
Za razliku od mnogih zapadnih rezanaca i testenina, kineski rezanci od pšeničnog brašna obično se prave od slanog testa i zato ne zahtevaju dodavanje soli u tečnost u kojoj se kuvaju. Kineski rezanci se takođe vrlo brzo kuvaju, obično im treba manje od 5 minuta da postanu al dente, a nekima je potrebno manje od jednog minuta da završe kuvanje, a tanjim rezancima treba manje vremena da se kuvaju. Kineski rezanci napravljeni od skroba od pirinča ili mung pasulja uglavnom ne sadrže so.